# 속초 잠수정 침투 사건
속초 잠수정 침투 사건(束草潛水艇浸透事故)는 1996년 6월 대한민국의 동해안에 침투한 조선민주주의인민공화국의 유고급 잠수정이 대한민국 어부에 발각되어 9명의 승조원이 자결하고 잠수정은 대한민국 해군에 예인 및 인양된 사건이다.

## 배경
1996년 9월, 상어급 잠수함을 이용한 강릉지역 무장공비 침투사건이 발생하였다.
1997년 2월, 주체사상의 이론가인 황장엽이 망명하였다.
1997년 12월, 대한민국은 외환위기를 맞이하여 국제 통화 기금에 구제 금융을 요청하였다.
1998년 2월 25일, 김대중 대통령의 취임과 함께 국민의 정부가 출범하였다.
1998년 6월 16일, 현대그룹 회장인 정주영이 트럭에 소 500마리를 싣고 판문점을 통해 북한을 방문하여 남북한 사이의 협력이 기대되고 있었다. 사고가 발생한 것은 그로부터 1주일 후였다.

## 사고 경위
유고급 잠수정
조선민주주의인민공화국은 1974년 유고슬라비아로부터 유고급 잠수정을 수입하였고, 1980년 이후로는 자체 건조하여 1990년대 말에는 50여 척을 보유한 것으로 알려졌다.
길이 20m, 폭 3.1m, 높이 4.6m에 70톤급으로, 2대의 디젤 엔진으로 수상에서 10노트, 수중에서 4노트 속도를 낼 수 있으며, 수중에서 50마일 정도를 항해할 수 있다. 승무원은 4명이며, 총 12명까지 승선이 가능하다.
침투시에는 모선으로 예인하거나 부착하여 목표 지점 부근에서 분리한다. 선체는 레이다로 탐지하기 어려운 플라스틱으로 되어 있으며, 주로 비정규전에서 특수 요원들의 침투용으로 사용된다.
발견 및 신고
1998년 6월 22일 4시 33분, 유자망 그물을 검사하던 동일호가 속초 동쪽 해상에서 서서히 항해 중인 잠수함을 발견, 휴대 전화로 속초어업무선국에 연락하였고, 이후 부근에서 조업 중이던 용신호가 스크루가 그물에 걸린 잠수함을 발견하여 신고하였다.
출동 및 대응
6월 22일 4시 35분에 동해안 초소에 비상경계령이 내려졌고, 5시 20분에는 해군의 대잠 헬리콥터가 현장에 도착하였다. 4시 40분에 해양 경찰이, 5시 30분에 해군 전투정이 현장으로 출동하여 6시 10분에 잠수정의 선체가 확인되었다.
예인
대한민국 해군은 6월 22일 7시 35분부터 예인 작업을 시작하였다. 보도된 해군의 발표에 의하면, 23일 5시경에 망치로 잠수정을 두드렸을 때 반응이 없었으나, 예인 도중 잠수정에서 통신 부표가 떠올랐다. 해군은 이를 모함과의 교신 시도로 판단하여 잘라내었고, 수중통신기를 이용하여 투항을 권고하는 무선 교신을 시도하였으나 응답이 없었다.
잠수정은 13시 30분경 동해 앞바다로 예인되어 대기하던 중에 다시 침몰하였다. 잠수정은 25일 밤에서 26일 오전에 걸쳐 다시 인양되었다. 인양된 잠수정 내부에서는 9명의 승조원과 공작원이 피를 흘리거나 총에 맞아 숨진 채로 발견되었다.

## 사후 처리 및 사회적 여파
시신 송환
강릉지역 무장공비 침투사건 때와는 달리 조선민주주의인민공화국 측의 침투 사실 인정과 사과가 없었기에 송환이 어려울 것으로 예상되었으나, 대한민국 정부의 인도주의 원칙에 따라 1998년 7월 3일 9구의 시신이 판문점을 통해 송환되었다.
유류품
잠수정 내부에서는 총 203종 1,388점의 유류품이 발견되었다고 보도되었다. 유류품 중에는 로켓포, 소총, 수류탄, 권총, 실탄 수백 발, 자폭용 폭약 등 무기류와 한반도 주변 해도, 지도 복사물, 약어표와 난수표, 조선인민군의 전술·통신교범, 잠수정운용교범, 수리의뢰서, 대남선동문건, 전투함문양표, 1995년 5월 발행 군인생활잡지 등 책과 서류가 있었다. 비상용 진통제로 추정되는 아편 한 봉지와 비상식량도 발견되었다.

## 기타
동해 무장간첩 침투 사건
잠수정이 발견된 20일 후인 7월 12일, 동해시 부근 해안에서 수중 침투용 추진기와 함께 기관총과 수류탄을 소지한 무장간첩의 사체가 발견되었다. 대한민국의 군 당국은 2명이 더 있을 것으로 보고 수색하였으나 며칠째 발견하지 못했고, 7월 18일에는 통행금지를 해제하고 19일에는 작전 중인 일부 병력을 철수하여 사실상 수색을 종료하였다.
여수 반잠수정 침투 사건
1998년 12월 18일, 조선인민군의 반잠수정이 여수 레이다기지에 포착되었고, 대한민국 해군과의 추격전과 교전 끝에 발견된 지 4시간 만에 거제도 남쪽 해상에서 침몰되었다. 선체는 이듬해인 1999년 3월 17일 인양되었다.

## 같이 보기
- 강릉지역 무장공비 침투사건 (1996년)
- 최정남·강연정 부부간첩 사건 (1997년)
- 여수 반잠수정 침투 사건 (1998년)